# Continuum (sculpture)
Pour les articles homonymes, voir Continuum.

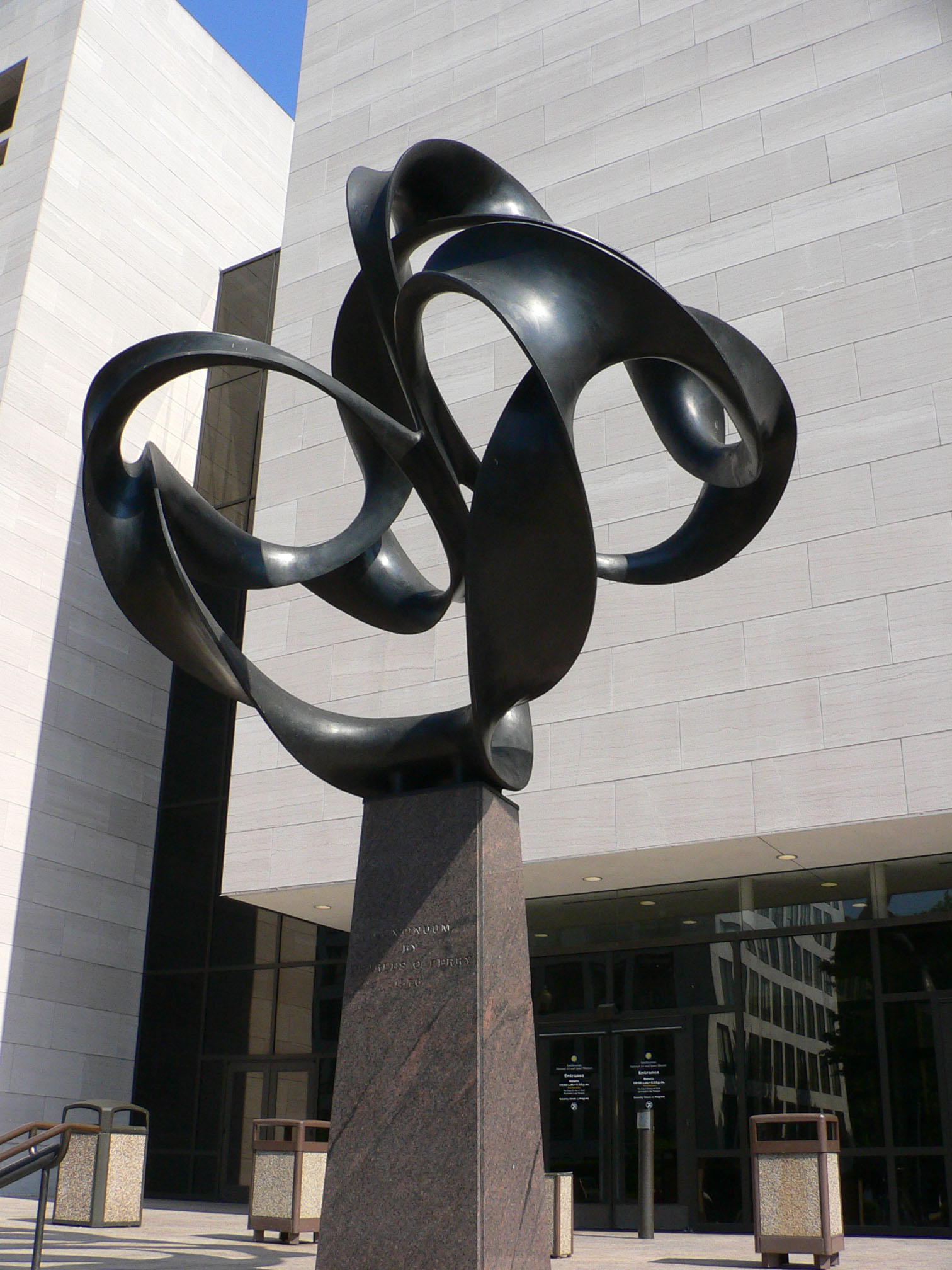
Continuum, Charles O. Perry, 1976

Continuum est une œuvre d'art public réalisée par le sculpteur américain Charles O. Perry (en). Elle se trouve située en face du National Air and Space Museum à Washington. La sculpture se compose de 8 pièces en bronze peintes en noir et placées sur une base surélevée. 
Informations
Selon l'artiste, l'œuvre "a commencé comme une exploration de la bande de Möbius, un produit de mathématiques pures formée en joignant deux extrémités d'une bande de papier après avoir donné une extrémité une torsion de 180 degrés, créant ainsi un seul bord. Le centre de la sculpture en bronze symbolise un trou noir, tandis que le bord montre l'écoulement de la matière à travers le centre de l'espace positif à l'espace négatif et revenant à nouveau dans un continuum ". 
Une sculpture similaire, réalisée également par Perry, appelée "Continuum II", est installée Marina Square (en) à Singapour et date de 1986. La sculpture, de même que sa base de granit, ont subi une restauration en juillet 2010. 

## Galerie

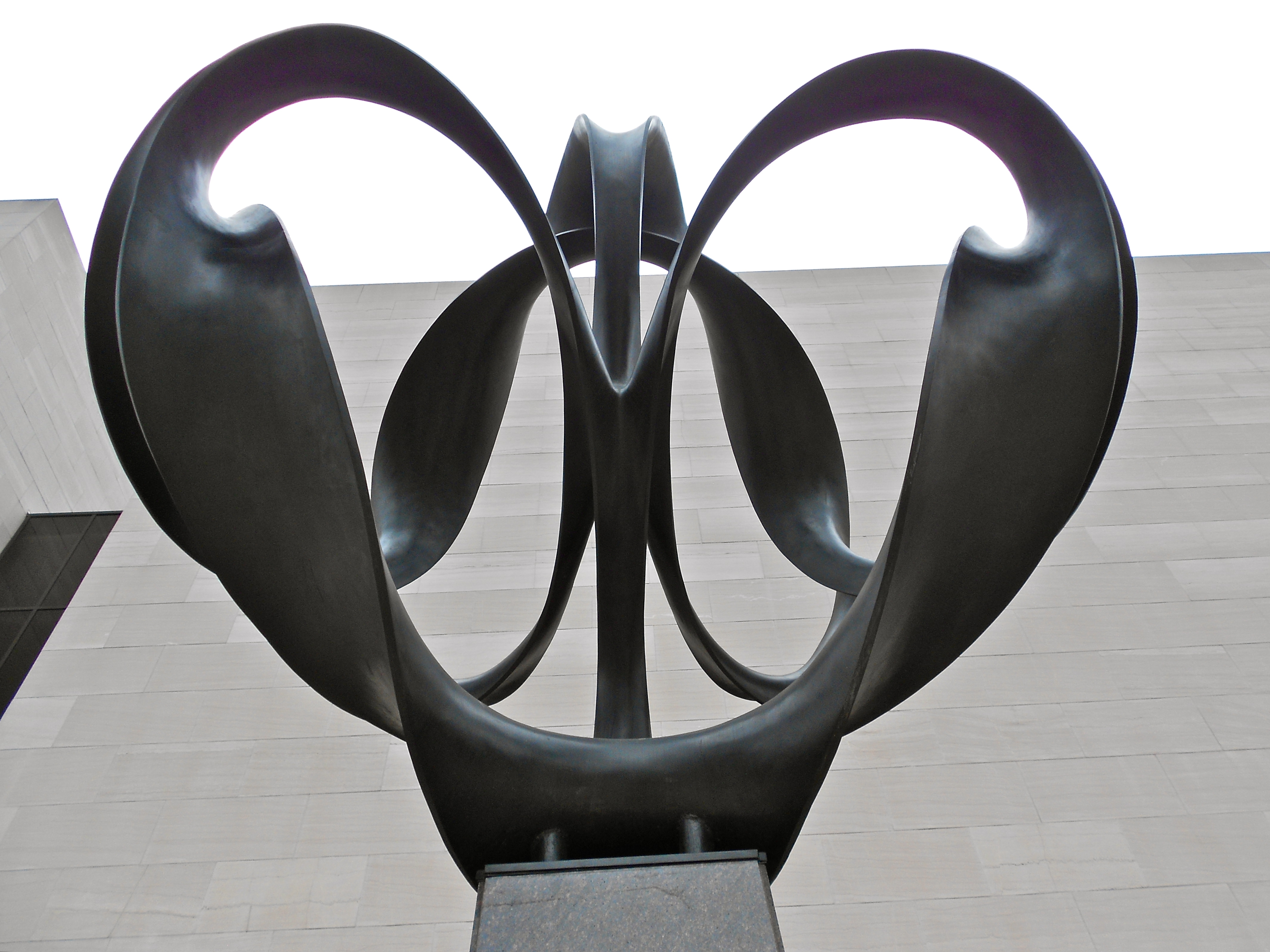
vue de dessous
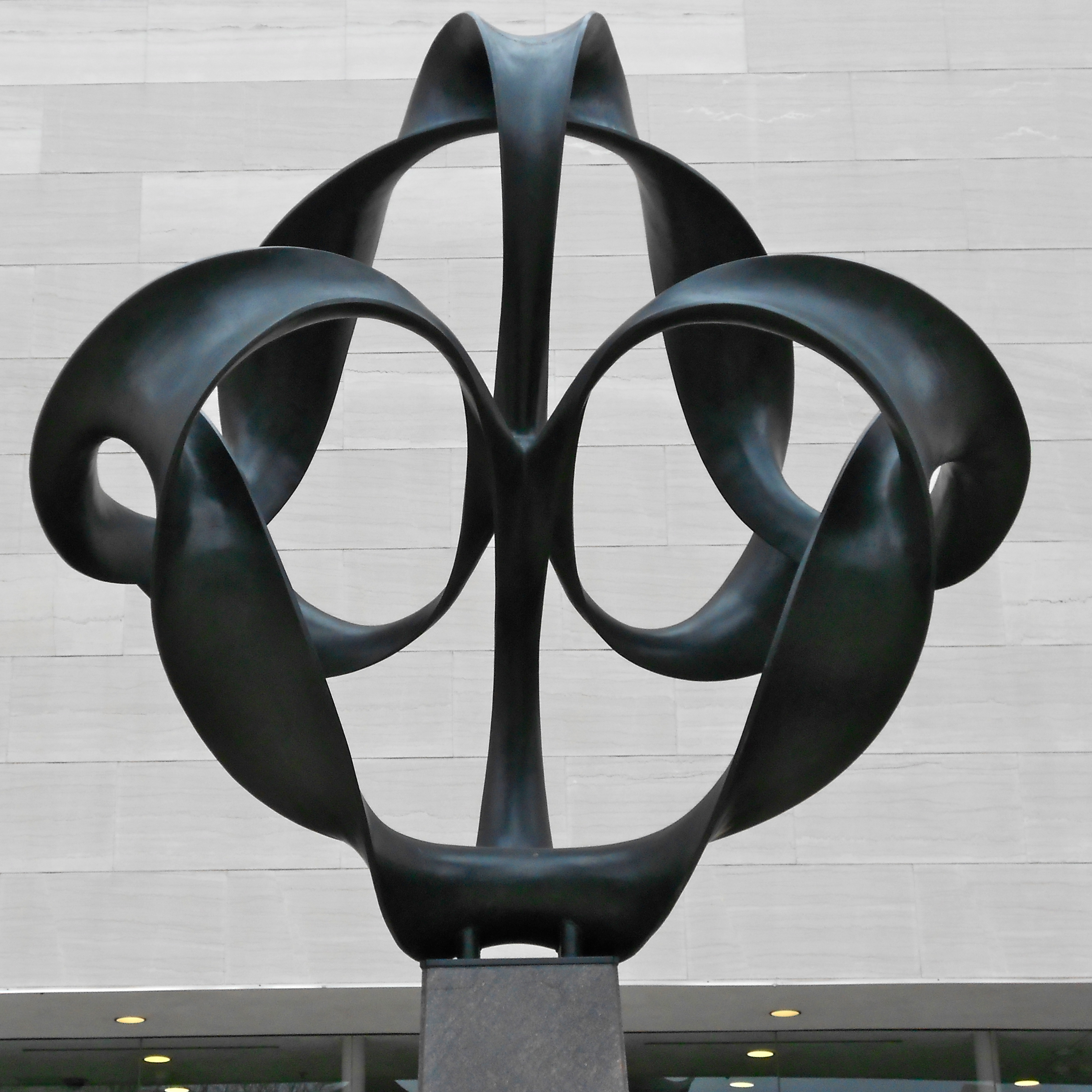
vue de face (côté sud)
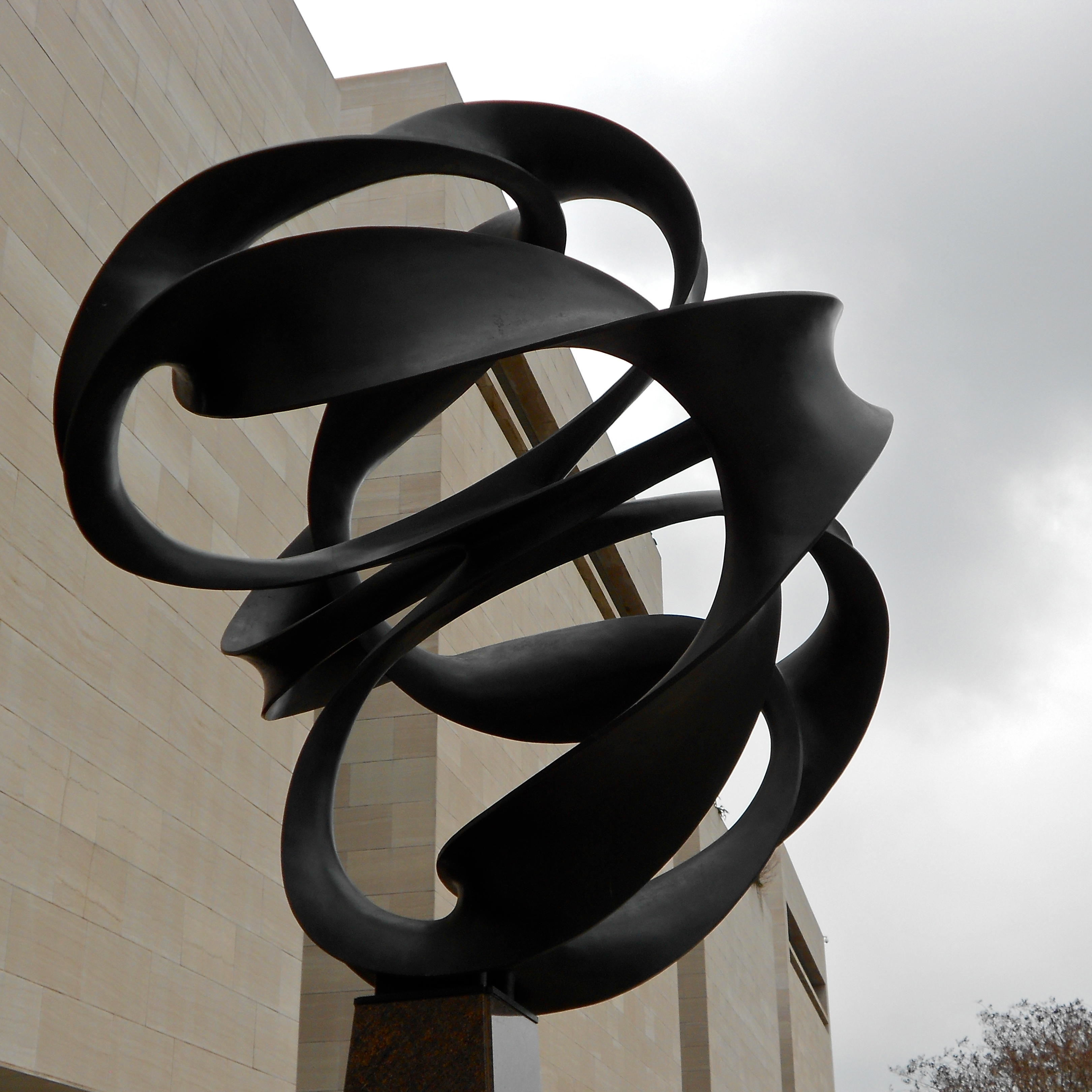
vue du côté sud-ouest
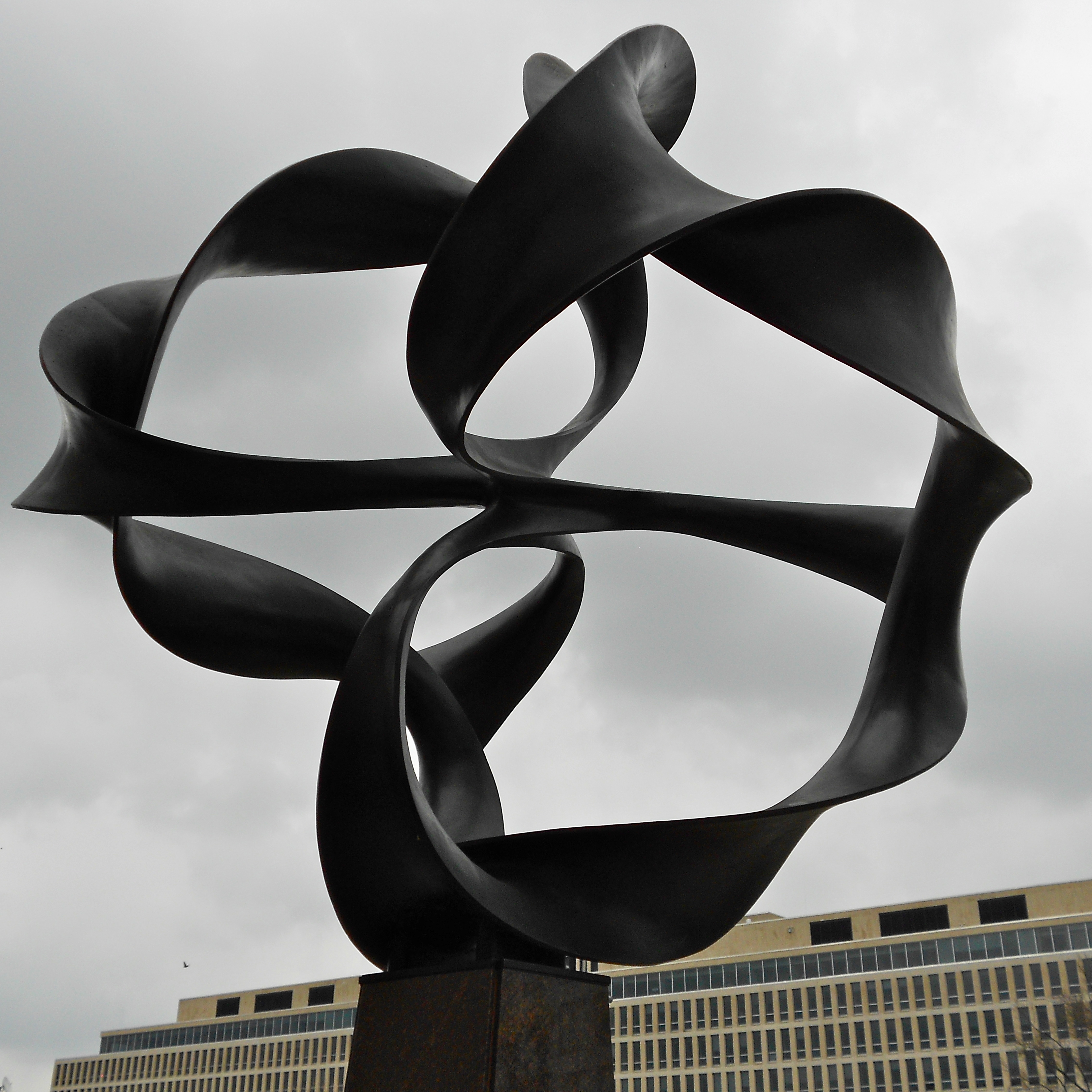
vue du côté nord-ouest
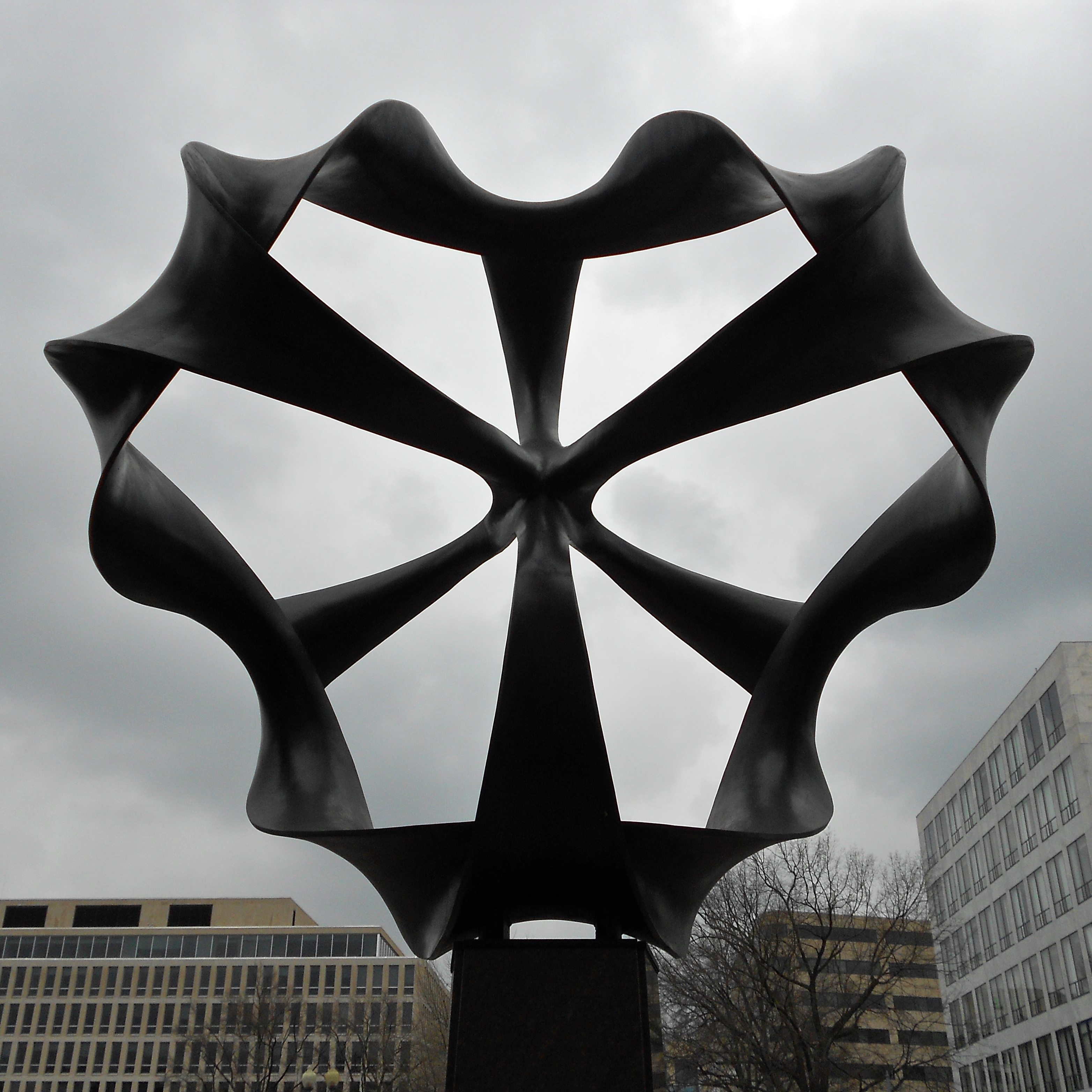
vue de derrière (côté nord)